# Киряк Кудев
Киряк Г. Кудев е български общественик, деец на Българското възраждане в Ксантийско.

## Биография
Кудев е роден в ксантийското село Габрово, тогава в Османската империя, днес в Гърция. Занимава се с търговия с тютюн и забогатява. В 1881 година макар и светско лице е назначен от Българската екзархия за архиерейски наместник в Ксантийска околия и на тази длъжност остава 12 години безвъзмездно, като харчи свои средства за укрепване на българщината и откриване на българска църква и училище в Ксанти. В 1893 година е заменен от свещеник Анастас Димитров (Пала) от Райково, чредник в Кръстополе. Кудев е баща на революционера Димитър Кудев.